# ماری لورانسن
ماری لورانسن (زاده ۳۱ اکتبر ۱۸۸۳ – درگذشته ۸ ژوئن ۱۹۵۶) یک نقاش و چاپگر فرانسوی بود. او به عنوان یکی از کوبیست‌های مرتبط با بخش زرین، شخصیت مهمی در آوانگارد پاریس به‌شمار می‌آمد.

## زندگی‌نامه
لورانسن در پاریس زاده شد، جایی که بیشتر زندگی خود را در آن گذراند. در ۱۸ سالگی نقاشی چینی در سور خواند. او سپس به پاریس بازگشت و به تحصیل در دانشگاه هومبرت پرداخت و تمرکز خود دا صرف نقاشی رنگ روغن کرد.
لورانسن در طول سال‌های اولیه قرن بیستم شخصیتی مهم در آوانگارد پاریس بود. او هم یکی از اعضای محفل پابلو پیکاسو و هم یکی از اعضای کوبیست‌های مرتبط با بخش زرین مانند ژان متزینگر، آلبرت گلز، روبر دولونه و فرانسیس پیکابیا بود و با آن‌ها در سالن نمایش ایندپندنتز (۱۹۱۰–۱۹۱۱) و سالن پاییز (۱۹۱۱–۱۹۱۲) و گالری دالماو (۱۹۱۲) آثار خود را به نمایش می‌گذاشت. او رابطه عاشقانه با شاعر، گیوم آپولینر داشت. او همچنین رابطه مهمی با محفل نویسنده مشهور لزبین آمریکایی، ناتالی کلیفورد بارنی داشت. او تمایلات دگرجنسگرایانه داشت.
در طول جنگ جهانی اول، لورانسن فرانسه را برای تبعید در اسپانیا با شوهر آلمانی خود، بارون اتو فون وایتن ترک کرد، زیرا او با ازدواج به صورت خودکار شهروندی فرانسه خود را از دست داده بود. این زوج مدت کوتاهی در دوسلدورف با یکدیگر زندگی کردند. او پس از طلاق در سال ۱۹۲۰ به پاریس بازگشت و از لحاظ مالی موفقیت زیادی کسب کرد تا فروپاشی اقتصادی در دهه ۱۹۳۰ میلادی. در دهه ۱۹۳۰ به عنوان معلم هنر در مدرسه‌ای خصوصی تدریس می‌کرد. تا زمان مرگش در پاریس ماند.

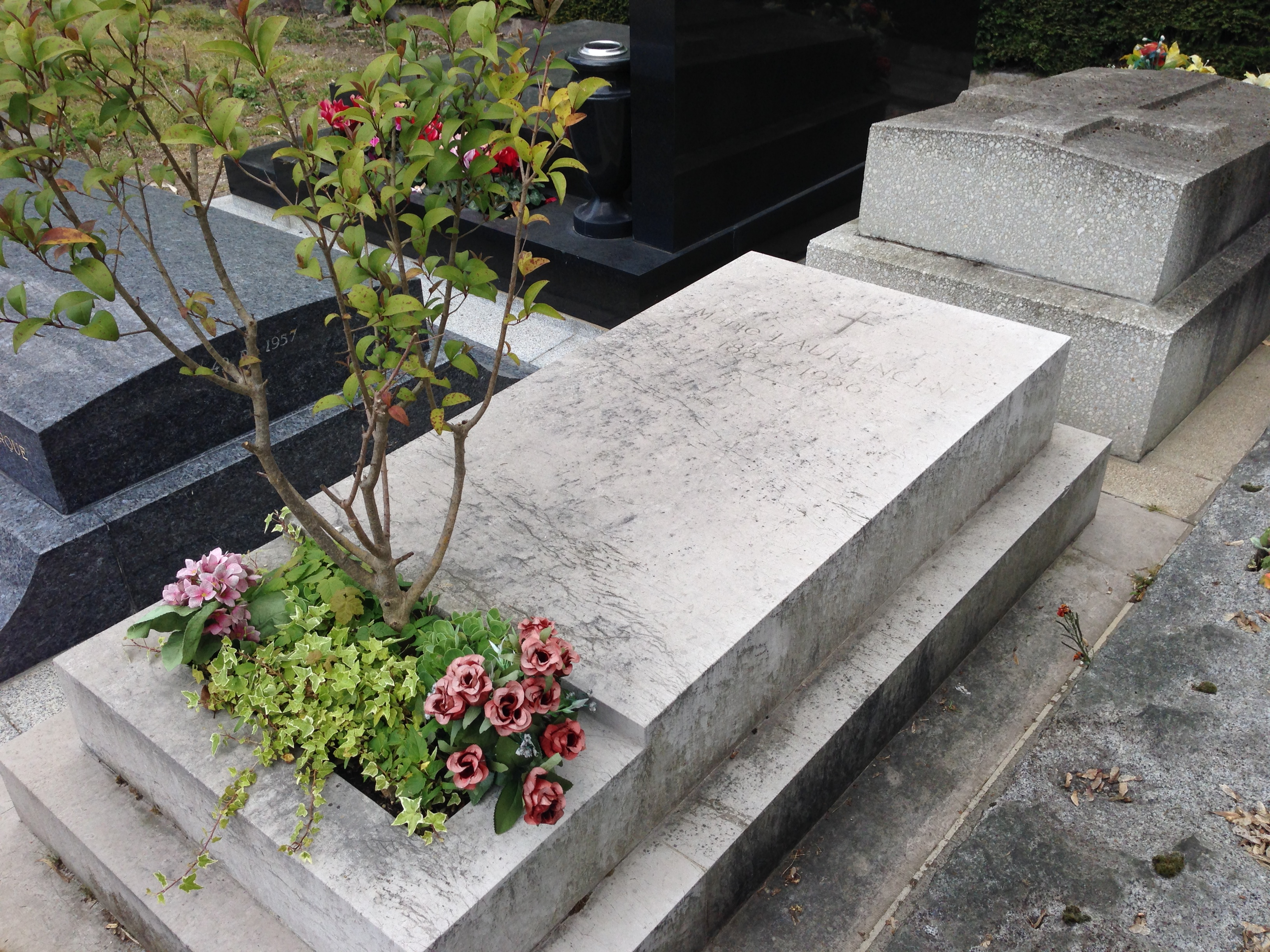
آرامگاه ماری لورانسن در پاریس

## کارها
آثار لورانسن شامل نقاشی، آبرنگ، طرح و چاپ است. او به همراه با سونیا دلونای، ماری وروبیف و فرانسیسکو کلوزن از معدود نقاشان زن کوبیست هستند. در حالی که کارهای او نشان دهنده تأثیر نقاشان کوبیستی پابلو پیکاسو و جرجس بروک را نشان می‌دهند، او رویکرد منحصر به فرد خود در هنر انتزاعی را ایجاد کرد که اغلب بر به تصویر کشیدن گروه‌های زنان و پرتره‌های زن متمرکز بود. کارهای او خارج از محدوده هنجارهای کوبیستی است از آنجایی که او با استفاده از رنگ‌های پاستیل و طرح‌های منحنی، خواهان به تصویر کشیدن زیبای‌های زنانه بود. لورانسن تا آخر عمر به کاوش تم‌های زنانه و آنچه او فکر می‌کرد حالت‌های زنانه را نمایندگی می‌کنند، ادامه داد.
موزه ماری لورانسن در سال ۱۹۸۳، در یکصدمین سالگرد تولد لورانسن، در استان ناگانو در ژاپن باز شد. این موزه جایگاه نگهداری بیش از ۵۰۰ عدد از کارهای هنری او است.

آثار منتخب
نقاشی دختران جوان، ۱۹۱۰-۱۹۱۱ میلادی.
نقاشی زنی با بادبزن، ۱۹۱۲ میلادی
۱۹۱۳, توپ زیبا، رقص روستایی
۱۹۲۱، پرتره ژان کوکتو
نقاشی جلسه در حومه شهر, ۱۹۰۹

## پیوند به بیرو
- پرونده‌های رسانه‌ای مربوط به Marie Laurencin در ویکی‌انبار
- زندگی‌نامه ماری لورانسن - نگارخانه فیندلای
- Marielaurencin.com
- موزه ماری لورانسن، ژاپن.
- Artcyclopedia.com: ماری لورانسن